# Henryk Łaguna
Henryk Łaguna – polski architekt. Współwłaściciel pracowni architektonicznej maas s.c.

## Życiorys
Absolwent Wydziału Architektury Politechniki Warszawskiej (1983) i Wydziału Architektury Wnętrz Akademii Sztuk Pięknych w Warszawie (1987). Doświadczenie zawodowe zdobywał m.in. w biurze Bulanda Mucha Architekci prowadzonym przez Andrzeja Bulandę i Włodzimierza Muchę, gdzie uczestniczył jako jeden z czterech głównych autorów w projekcie konkursowym na siedzibę BRE Banku w Bydgoszczy.
W 1997 wraz z Dariuszem Hycem założył pracownię maas s.c. Zrealizował projekty takie jak: rewitalizacja pasażu Wiecha w Warszawie (I nagroda w konkursie, realizacja: 2005–2006) czy Dom Jednorodzinny na Skarpie (nagroda w V edycji konkursu Życie w Architekturze na najlepsze warszawskie budynki, wzniesione w latach 2002–2003, w kategorii domów jednorodzinnych).
Sędzia konkursowy SARP w kadencjach: 2006–2009, 2009–2012, 2012–2015 oraz 2015–2019.